# Patul conjugal
Patul conjugal es una película de comedia rumana de 1993 dirigida por Mircea Daneliuc. Se inscribió en el 43.ª Festival Internacional de Cine de Berlín. La película fue seleccionada como la entrada rumana a la Mejor Película Internacional en los 66.ª Premios de la Academia, pero no fue aceptada como nominada.

## Reparto
- Gheorghe Dinică como Vasile Potop
- Coca Bloos como Carolina Potop
- Valentin Teodosiu
- Lia Bugnar como Stela
- Valentin Uritescu
- Geo Costiniu
- Jana Corea
- Flavius Constantinescu
- Nicolae Praida
- Paul Chiributa
- Eugen Cristian Motriuc como Cristian Motriuc
- Bujor Macrin
- Dumitru Palade